# Godfried Maes

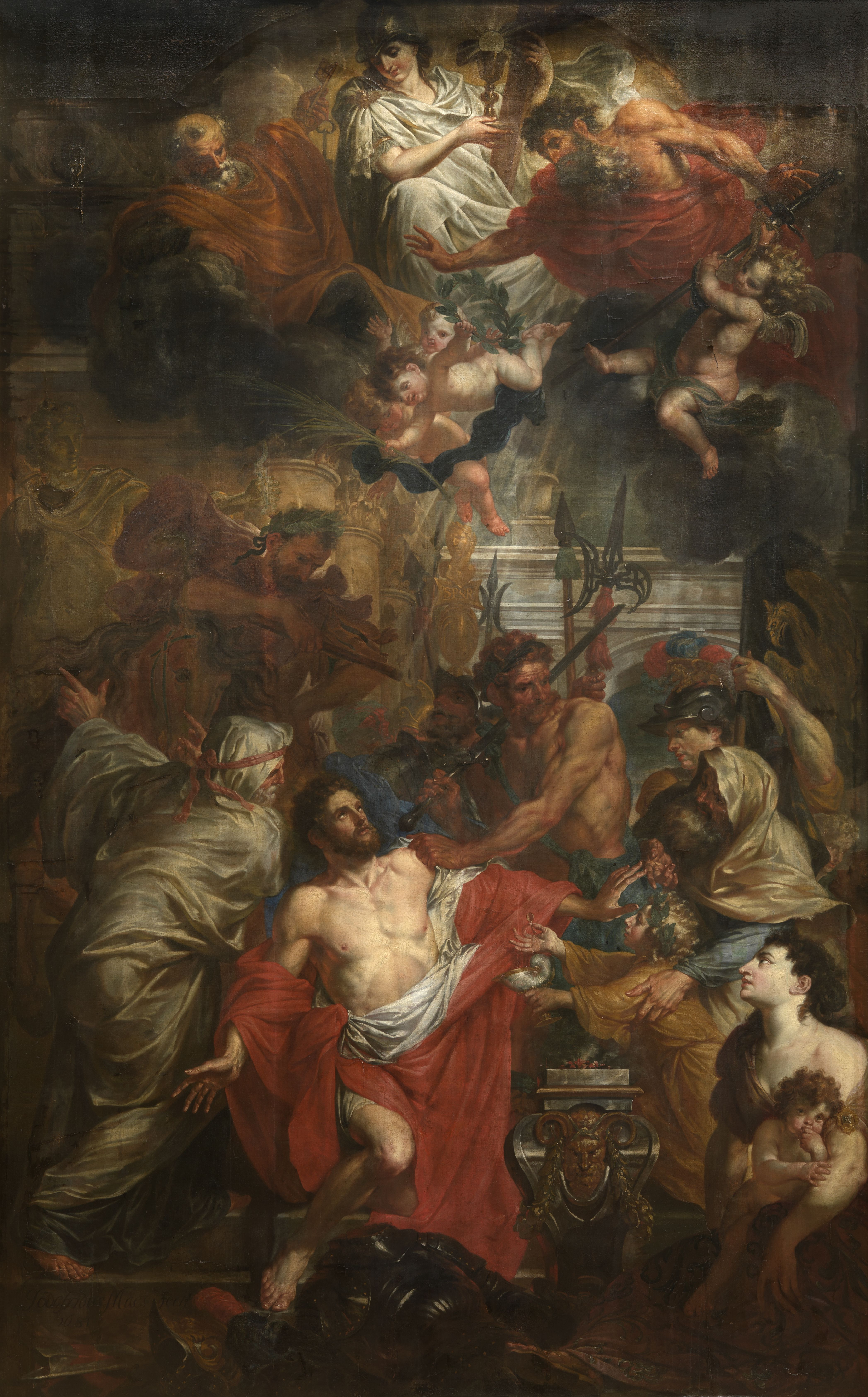
Martirio di San Giorgio, 1681

Godfried Maes (Anversa, 1649 – Anversa, 30 maggio 1700) è stato un pittore fiammingo. Noto esponente della Pittura barocca fiamminga.

## Biografia
Godfried o Godefroy o Godefroid Maes nacque ad Anversa e venne battezzato il 15 agosto 1649, fu allievo di Pieter van Lint, dipinse temi religiosi, mitologici e allegorici su larga scala. 
È quindi spesso considerato un rappresentante dell'ultima generazione di artisti fiamminghi che praticarono la pittura barocca, prima che si sviluppasse nel rococò. Tuttavia, la sua opera mostra maggiore affinità con il classicismo sviluppatosi in Italia e in Francia nella seconda metà del XVII secolo. 
Tra le sue opere più note figurano disegni per una serie di incisioni de Le metamorfosi di Publio Ovidio Nasone.